# 2021 신한은행 헤이영 카트라이더 리그 시즌 1
2021 신한은행 헤이영 카트라이더 리그 시즌 1은 30번째 카트라이더 리그이다.

## 개요
예선전은 온라인으로 진행되며, 예선 팀전에는 상위 32팀, 개인전에는 상위 128명이 맞붙는다.
- 개인전 예선 - 2020년 12월 26일
- 팀전 예선 - 2020년 12월 27일
- 팀전 본선
  - 2021년 3월 6일 ~ 4월 21일 : 8강 풀리그
- 개인전 본선
  - 2021년 3월 6일 ~ 4월 3일 : 32강/패자부활전
  - 2021년 4월 10일 ~ 5월 1일 : 16강/승자전/패자전/최종전
- 팀전 포스트시즌 - 2021년 4월 24일 ~ 5월 15일
- 개인전 결승전 - 2021년 5월 8일
- 팀전 결승전 - 2021년 5월 15일

### 경기장
- 프릭 업 스튜디오 - 전 경기

### 진행 방식
- 팀전
  - 8강 풀리그를 치른 후 상위 5개팀이 포스트시즌을 치른다.
- 개인전
  - 32강, 16강은 더블 엘리미네이션 방식으로 치러지며, 결승전은 80점 이상을 얻는 선수가 나오는 즉시 레이스가 종료되고, 이후 1위와 2위를 기록한 선수가 5판 3선승제의 2라운드를 치른다.

### 상금
- 총 상금 9,100만원

- 팀전
  - 우승 - 4,000만원
  - 준우승 - 2,000만원
  - 3위 - 800만원
  - 4위 - 500만원
  - 5~8위 - 200만원

- 개인전
  - 우승 - 500만원
  - 준우승 - 300만원
  - 3위 - 200만원

### 변경된 점
- 기존 9,000만원에서 9,100만원으로 변경 (상금)

### 특이사항
- 카트라이더 프로게임단 최초 예선 탈락(SGA e스포츠) 및 아마추어 게임단 3개팀 리그 진출

### 주의 및 경고
넥슨 카트라이더 리그 본선 규정에 의거하여, '주의' 2회 누적 시 '경고' 1회가 부여되며, '주의' 2회는 소멸된다. 또한, 누적 횟수 합산시, 주의는 '0.5회', 경고는 '1회'로 합산된다.

누적 횟수에 따라 심판이나 심판장이 처벌을 내릴 수 있다. 누적 횟수는 결승전 전에 일괄 초기화된다.
| 날짜            | 팀명/이름 | 위반 사항                | 적용 규정                              | 조치 사항 | 누적 |
| --------------- | --------- | ------------------------ | -------------------------------------- | --------- | ---- |
| 2021년 3월 13일 | HLE       | 자료 제출 의무 위반      | 본선 규정, 제10조 가항 7호             | 주의 1회  | 0.5  |
| 2021년 3월 17일 | EST       | 자료 제출 의무 위반      | 본선 규정, 제10조 가항 7호             | 주의 1회  | 0.5  |
| 2021년 3월 20일 | 전진우    | 자료 제출 의무 위반      | 본선 규정, 제10조 가항 7호             | 주의 1회  | 0.5  |
| 2021년 4월 3일  | ROX       | 자료 제출 의무 위반      | 본선 규정, 제10조 가항 7호             | 주의 1회  | 0.5  |
| 2021년 4월 3일  | ROX       | 스포츠맨십 의무 위반     | 본선 규정, 제3조 라항                  | 주의 1회  | 1    |
| 2021년 4월 10일 | CLG       | 자료 제출 의무 위반      | 본선 규정, 제10조 가항 7호             | 주의 1회  | 0.5  |
| 2021년 4월 10일 | 이정우    | 자료 제출 의무 위반      | 본선 규정, 제10조 가항 7호             | 주의 1회  | 0.5  |
| 2021년 4월 20일 | 이정우    | 상호 존중 의무 위반 외1  | 본선 규정, 제3조 다항 / 제8조 나항 3호 | -         | 실격 |
| 2021년 4월 21일 | LY        | 자료 제출 의무 위반      | 본선 규정, 제10조 가항 7호             | 주의 1회  | 0.5  |
| 2021년 4월 28일 | 김정제    | 자료 제출 의무 위반      | 본선 규정, 제10조 가항 7호             | 주의 1회  | 0.5  |
| 2021년 5월 15일 | HLE       | 결승 경기 전 일괄 초기화 | 본선 규정, 제9조 라항 1호              | 초기화    | 0    |

## 참가 선수

### 팀전
| 날짜             | 이름   | 전 소속팀 | 현 소속팀 | 사유                                   | 비고                   |
| ---------------- | ------ | --------- | --------- | -------------------------------------- | ---------------------- |
| 2020년 12월 1일  | 최윤서 | AF        | -         | 건강 문제로 인한 휴식                  | 계약 종료              |
| 2020년 12월 8일  | 우성민 | -         | AF        | 최윤서 공백                            | 신규 계약              |
| 2020년 12월 8일  | 안혁진 | SGA       | LY        | -                                      | 이적                   |
| 2020년 12월 8일  | 노창현 | SGA       | LY        | -                                      | 이적                   |
| 2020년 12월 9일  | 유창현 | -         | HLE       | 문호준 공백                            | 신규 계약              |
| 2020년 12월 9일  | 강석인 | HLE       | -         | -                                      | 계약 종료              |
| 2020년 12월 13일 | 신종민 | ROX       | ROX       | 로스터 배제                            | 개인전 선수로 ROX 잔류 |
| 2020년 12월 13일 | 강석인 | -         | ROX       | 신종민 공백                            | 신규 계약              |
| 2020년 12월 17일 | 문호준 | HLE       | HLE       | 은퇴                                   | 감독으로 HLE 잔류      |
| 2021년 2월 8일   | 한승철 | ROX       | -         | 건강 문제, 팀 내 불화 등으로 인한 휴식 | 계약 종료              |
| 2021년 2월 10일  | 신종민 | ROX       | ROX       | 한승철 공백 (로스터 포함)              | 팀전 선수로 ROX 합류   |
| 2021년 4월 5일   | 전대웅 | EST       | -         | -                                      | -                      |

| 팀명             | 선수    | 선수    | 선수    | 선수    | 선수   | 감독   | 비고      |
| ---------------- | ------- | ------- | ------- | ------- | ------ | ------ | --------- |
| 한화생명 e스포츠 | 최영훈  | 박도현  | 배성빈  | 유창현  |        | 문호준 | 결승 시드 |
| ROX              | 강석인  | 사상훈  | 이재혁  | 송용준  | 신종민 | 윤찬희 | 결승 시드 |
| 샌드박스 게이밍  | 박인수  | 박현수  | 정승하  | 김승태  |        | 박준석 | 평가 시드 |
| 아프리카 프릭스  | 유영혁, | 이은택, | 김기수, | 우성민, | 홍승민 | 최대섭 | 평가 시드 |
| E-STATS Esports  | 임재원, | 유관영  | 김지민  | 노준현  | 전대웅 | -      | 예선 선발 |
| FroZen           | 김주영  | 김재훈  | 박온유  | 민은기  | 이명재 | 김승래 | 예선 선발 |
| Lily             | 박기성  | 노창현  | 이용현  | 한정진  | 안혁진 | -      | 예선 선발 |
| Challenger       | 이은서  | 오예찬  | 이정우  | 김의열  | 김태준 | -      | 예선 선발 |

한화생명 e스포츠 등 4개팀은 시드 선발, E-STATS Esports는 예선 선발되어 팀 지원 정책을 제공받고, SGA e스포츠는 예선 탈락하여 팀 지원 정책에서 배제되었다. 이외에 아마추어 3개팀이 예선 선발되었다.

### 개인전
| 그룹 | 선수                                                           | 기권   |
| ---- | -------------------------------------------------------------- | ------ |
| A조  | 이재혁, 신종민, 김정제, 정유민, 유영혁, 홍승민, 유민선, 이명재 | -      |
| B조  | 송용준, 정승하, 한상현, 장건, 김승태, 동준용, 노준현, 김기수   | -      |
| C조  | 박인수, 신민식, 최영훈, 이정우, 김지민, 최은성, 전진우         | 한승철 |
| D조  | 박도현, 배성빈, 김준휘, 이은서, 임재원, 박현수, 김태준, 유창현 | -      |

전 시즌 1~3위 이재혁, 송용준, 박인수가 시드 선발되었다. 이외 31명의 선수는 예선 선발되었다. 하지만 2월 10일, 소식을 통해 한승철 선수의 무기한 휴식 소식이 전해져 C조 경기는 7인이 치루기로 결정되었다.

## 팀전

### 8강 풀리그
최종적으로 한화생명 e스포츠, 샌드박스 게이밍, ROX, Afreeca Freecs, Frozen이 포스트시즌 진출을 확정지었다.
| # | 팀명            | 승 | 패 | 세트 득실 | 트랙 득실 | 비고            |
| - | --------------- | -- | -- | --------- | --------- | --------------- |
| 1 | 한화생명e스포츠 | 7  | 0  | 11        | 24        | 포스트시즌 진출 |
| 2 | 샌드박스 게이밍 | 6  | 1  | 10        | 29        | 포스트시즌 진출 |
| 3 | ROX             | 4  | 3  | 2         | 7         | 포스트시즌 진출 |
| 4 | Afreeca Freecs  | 4  | 3  | 2         | -1        | 포스트시즌 진출 |
| 5 | Frozen          | 3  | 4  | -3        | -8        | 포스트시즌 진출 |
| 6 | E-STATS ESPORTS | 2  | 5  | -4        | -7        | 탈락            |
| 7 | Lily            | 1  | 6  | -8        | -19       | 탈락            |
| 8 | Challenger      | 1  | 6  | -10       | -25       | 탈락            |

### 포스트시즌

#### 와일드카드
| 순위 | 팀             | 결과  | 결과  | 결과  | 결과 | 결과 |
| 순위 | 팀             | 1세트 | 2세트 | 3세트 | 결과 | 결과 |
| ---- | -------------- | ----- | ----- | ----- | ---- | ---- |
| 4    | Afreeca Freecs | AF    | AF    | -     | 승리 | 준PO |
| 5    | Frozen         | AF    | AF    | -     | 패배 | -    |

#### 준플레이오프
| 순위 | 팀             | 결과  | 결과  | 결과  | 결과 | 결과 |
| 순위 | 팀             | 1세트 | 2세트 | 3세트 | 결과 | 결과 |
| ---- | -------------- | ----- | ----- | ----- | ---- | ---- |
| 3    | ROX            | ROX   | AF    | ROX   | 승리 | PO   |
| 4    | Afreeca Freecs | ROX   | AF    | ROX   | 패배 | -    |

#### 결승 진출전
| 순위 | 팀               | 결과  | 결과  | 결과  | 결과 | 결과 |
| 순위 | 팀               | 1세트 | 2세트 | 3세트 | 결과 | 결과 |
| ---- | ---------------- | ----- | ----- | ----- | ---- | ---- |
| 1    | 한화생명 e스포츠 | SB    | HLE   | HLE   | 승리 | 결승 |
| 2    | 샌드박스 게이밍  | SB    | HLE   | HLE   | 패배 | -    |

#### 플레이오프
| 순위 | 팀              | 결과  | 결과  | 결과  | 결과 | 결과 |
| 순위 | 팀              | 1세트 | 2세트 | 3세트 | 결과 | 결과 |
| ---- | --------------- | ----- | ----- | ----- | ---- | ---- |
| 2    | 샌드박스 게이밍 | SB    | SB    | -     | 승리 | 결승 |
| 3    | ROX             | SB    | SB    | -     | 패배 | -    |

#### 결승
| 순위 | 팀               | 결과  | 결과  | 결과  | 결과 |
| 순위 | 팀               | 1세트 | 2세트 | 3세트 | 결과 |
| ---- | ---------------- | ----- | ----- | ----- | ---- |
| 1    | 한화생명 e스포츠 | SB    | SB    | -     | 패배 |
| 2    | 샌드박스 게이밍  | SB    | SB    | -     | 승리 |

| 세트             | 트랙                    | 승              | 승              | 패              | 패              | 비고  |
| ---------------- | ----------------------- | --------------- | --------------- | --------------- | --------------- | ----- |
| 1세트 (스피드전) | 올림포스 제우스 시티    | HLE             | 1               | 0               | SB              |       |
| 1세트 (스피드전) | 도검 구름의 협곡        | SB              | 1               | 1               | HLE             |       |
| 1세트 (스피드전) | 팩토리 두 개의 공장     | HLE             | 2               | 1               | SB              |       |
| 1세트 (스피드전) | 빌리지 운명의 다리      | SB              | 2               | 2               | HLE             |       |
| 1세트 (스피드전) | 아이스 아찔한 헬기 점프 | SB              | 3               | 2               | HLE             |       |
| 1세트 (스피드전) | 해적 상어섬의 비밀      | HLE             | 3               | 3               | SB              |       |
| 1세트 (스피드전) | 아이스 부서진 빙산      | SB              | 4               | 3               | HLE             |       |
| 1세트 승리 팀    | 샌드박스 게이밍         | 샌드박스 게이밍 | 샌드박스 게이밍 | 샌드박스 게이밍 | 샌드박스 게이밍 | 4 : 3 |
| 2세트 (아이템전) | 올림포스 선택의 문      | SB              | 1               | 0               | HLE             |       |
| 2세트 (아이템전) | 차이나 서안 병마용      | SB              | 2               | 0               | HLE             |       |
| 2세트 (아이템전) | 차이나 북경 스포츠 공원 | SB              | 3               | 0               | HLE             |       |
| 2세트 (아이템전) | 동화 카드왕국의 미로    | HLE             | 1               | 3               | SB              |       |
| 2세트 (아이템전) | 광산 무너지는 금광      | SB              | 4               | 1               | HLE             |       |
| 2세트 승리 팀    | 샌드박스 게이밍         | 샌드박스 게이밍 | 샌드박스 게이밍 | 샌드박스 게이밍 | 샌드박스 게이밍 | 4 : 1 |
| 승리 팀          | 승리 팀                 | 승리 팀         | 승리 팀         | 승리 팀         | 승리 팀         | SB    |
| 패배 팀          | 패배 팀                 | 패배 팀         | 패배 팀         | 패배 팀         | 패배 팀         | HLE   |

## 개인전

### 32강전

#### 조별경기
| 순위 | A조    | B조    | C조    | D조    | 비고            |
| ---- | ------ | ------ | ------ | ------ | --------------- |
| 1    | 이재혁 | 김승태 | 박인수 | 유창현 | 16강전 진출     |
| 2    | 김정제 | 송용준 | 최영훈 | 박도현 | 16강전 진출     |
| 3    | 신종민 | 노준현 | 이정우 | 박현수 | 16강전 진출     |
| 4    | 유민선 | 김기수 | 김지민 | 임재원 | 패자부활전 진출 |
| 5    | 유영혁 | 정승하 | 신민식 | 배성빈 | 패자부활전 진출 |
| 6    | 이명재 | 한상현 | 최은성 | 이은서 | 탈락            |
| 7    | 홍승민 | 동준용 | 전진우 | 김태준 | 탈락            |
| 8    | 정유민 | 장건   | -      | 김준휘 | 탈락            |

#### 패자부활전
| 순위 | 선수   | 비고        |
| ---- | ------ | ----------- |
| 1    | 정승하 | 16강전 진출 |
| 2    | 김지민 | 16강전 진출 |
| 3    | 김기수 | 16강전 진출 |
| 4    | 배성빈 | 16강전 진출 |
| 5    | 유영혁 | 탈락        |
| 6    | 임재원 | 탈락        |
| 7    | 신민식 | 탈락        |
| 8    | 유민선 | 탈락        |

### 16강전

#### 1경기, 2경기
| 1경기 | 1경기         | 1경기       | 2경기 | 2경기  | 2경기       |
| 순위  | 선수          | 비고        | 순위  | 선수   | 비고        |
| ----- | ------------- | ----------- | ----- | ------ | ----------- |
| 1     | 박인수        | 승자전 진출 | 1     | 박현수 | 승자전 진출 |
| 2     | 이재혁        | 승자전 진출 | 2     | 송용준 | 승자전 진출 |
| 3     | 정승하 최영훈 | 승자전 진출 | 3     | 김승태 | 승자전 진출 |
| 3     | 정승하 최영훈 | 승자전 진출 | 4     | 김기수 | 승자전 진출 |
| 5     | 김정제        | 패자전 진출 | 5     | 배성빈 | 패자전 진출 |
| 6     | 이정우        | 패자전 진출 | 6     | 노준현 | 패자전 진출 |
| 7     | 신종민        | 패자전 진출 | 7     | 박도현 | 패자전 진출 |
| 8     | 김지민        | 패자전 진출 | 8     | 유창현 | 패자전 진출 |

#### 승자전, 패자전, 최종전
4월 20일, 패자전 이정우 선수의 부적절한 언행이 확인되어 이번 시즌의 개인전 출전 자격이 박탈되었다.
| 경기   | 선수   | 진출여부 | 선수   | 진출여부 | 선수   | 진출여부 | 선수   | 진출여부 |
| ------ | ------ | -------- | ------ | -------- | ------ | -------- | ------ | -------- |
| 승자전 | 박인수 | 결승     | 이재혁 | 결승     | 정승하 | 최종     | 최영훈 | 결승     |
| 승자전 | 박현수 | 최종     | 송용준 | 결승     | 김승태 | 최종     | 김기수 | 최종     |
| 패자전 | 김정제 | 탈락     | 이정우 | 실격     | 신종민 | 탈락     | 김지민 | 최종     |
| 패자전 | 배성빈 | 최종     | 노준현 | 최종     | 박도현 | 탈락     | 유창현 | 최종     |
| 최종전 | 김승태 | 결승     | 박현수 | 결승     | 정승하 | 탈락     | 김기수 | 탈락     |
| 최종전 | 유창현 | 결승     | 노준현 | 탈락     | 김지민 | 결승     | 배성빈 | 탈락     |

### 결승

#### 1라운드
1라운드 결과로 1위인 유창현이 2라운드에 진출했고, 공동 2위인 박인수, 박현수, 송용준에 대해 재경기를 실시했고, 재경기 1위인 박인수가 2라운드에 진출했다. 더불어 3위 입상은 박현수가 차지했다.
| 1라운드      |           |           |           |           |           |           |           |
| 유창현 82    | 박인수 60 | 박현수 60 | 송용준 60 | 이재혁 58 | 최영훈 49 | 김지민 49 | 김승태 46 |
| 2라운드 진출 | 공동 2위  | 공동 2위  | 공동 2위  | 5위       | 6위       | 7위       | 8위       |

#### 2라운드
| 결승전 2라운드 |        |   |  |  |  |  |
|                |        |   |  |  |  |  |
|                |        |   |  |  |  |  |
|                | 유창현 | 3 |  |  |  |  |
|                | 박인수 | 2 |  |  |  |  |

| #    | 트랙                      | 승     |
| ---- | ------------------------- | ------ |
| 1    | 포레스트 오싹한 공중다리  | 박인수 |
| 2    | 포레스트 통곡의 절벽      | 유창현 |
| 3    | [R] 포레스트 지그재그     | 박인수 |
| 4    | 월드 이탈리아 피사의 사탑 | 유창현 |
| 5    | 사막 놀라운 공룡 유적지   | 유창현 |
| 우승 | 우승                      | 유창현 |

## 결과
| 구분   | 우승                                             | 준우승                                            | 3위                                          |
| ------ | ------------------------------------------------ | ------------------------------------------------- | -------------------------------------------- |
| 팀전   | 샌드박스 게이밍 (박인수, 박현수, 정승하, 김승태) | 한화생명 e스포츠 (최영훈, 박도현, 배성빈, 유창현) | ROX (이재혁, 송용준, 신종민, 사상훈, 강석인) |
| 개인전 | 유창현                                           | 박인수                                            | 박현수                                       |

## 방송 및 운영

### 방송
코로나19로 리그가 약 한달간 연장되어, 이에 넥슨 측에서 편성한 사전 프로그램 '리그 소집일'을 2월 10일과 17일에 각각 진행했다.
3월 13일부터, 매주 토요일마다 '애프터 파티' 프로그램을 진행했다. 선수를 게스트로 초청하여 토크쇼 형식으로 리그 공식 중계에서는 볼 수 없는 여러 에피소드들을 함께 풀었다.
- 플랫폼 - 미디어 센터, 유튜브 (카튜브), 유튜브 (카트라이더), 아프리카TV, 트위치
  - 캐스터 - 성승헌
  - 해설위원 - 김대겸, 정준
  - 카트걸 - 최시은

### 리그 위원회
| 구분   | 구분             | 명단                 | 비고       |
| ------ | ---------------- | -------------------- | ---------- |
| 위원   | 개발, e스포츠    | 조재윤, 김세환, 심현 |            |
| 위원   | 방송국           | 이종민, 김민정       | 아프리카TV |
| 위원   | 구단             | 정회윤, 문호준       |            |
| 위원   | 선수             | 김의열, 임재원       |            |
| 위원   | 해설             | 김대겸               |            |
| 자문단 | 한국스포츠개발원 | 정현우               | 연구위원   |
| 자문단 | 한국e스포츠협회  | 이재균               | 사무국장   |